# 五音集韵
《五音集韻》是金韓道昭所作的一部韻书。本为荆璞《五音集韻》的改订本，正式名称《改併五音集韻》。韓道昭字伯暉，真定松水人。據《至元庚寅重刊改並五音集韻》的第一篇序說，作序的時間是金衛紹王“崇慶元年歲次壬申長至日”（公元1212年），較劉淵《壬子新刊禮部韻略》的成書刊行還早40年。全書分160韻，比《廣韻》少46韻，比《壬子新刊禮部韻略》多53韻。平聲共44韻，上聲43韻，去聲47韻，入聲26韻。